# Albert Harding
Pour les articles homonymes, voir Harding.
Albert Harding, né le 27 août 1912, dans le Comté de Natrona, au Wyoming, et mort en juin 1987 à Sun City, en Arizona, est un écrivain, ingénieur et homme politique américain.

## Biographie
Après des études à la Colorado School of Mines, où il obtient un diplôme d'ingénieur, il travaille pendant plus de quarante ans dans l'industrie minière, notamment pour la compagnie Black Hills Bentonite.
De 1947 à 1963, il réside dans la petite ville de Moorcroft, au Wyoming, où il écrit le roman policier Death on Raven's Scar (1953), traduit et publié en France sous le titre La Tragédie de Raven's Scar, dans la collection Le Masque, en 1955. Pendant cette période, il devient membre de la chambre du sénat de l'État, dont il est élu président en 1961. Il occupe aussi, brièvement, un poste au Ministère de l'Intérieur.
En 1963, il déménage à Casper, toujours au Wyoming, et publie The President's Gold Mine (1977), avant de prendre sa retraite en 1978. Installé dès lors à Sun City, en Arizona, il reprend la plume pour écrire Dutchman's Gold, son dernier roman, puis Quality Time: a bout with cancer and about earlier times (1987), un livre de mémoires où il laisse un témoignage de son combat contre le cancer.

## Œuvre

### Romans
- Death on Raven's Scar (1955), roman policier Publié en français sous le titre La Tragédie de Raven's Scar, traduit par Clarisse Frémiet, Paris, Librairie des Champs-Élysées, coll. « Le Masque » no 509, 1955 ; réédition, Paris, Librairie des Champs-Élysées, coll. « Club des Masques » no 134, 1972
- The President's Gold Mine (1977)
- Dutchman's Gold: a novel (1981)

### Mémoires
- Quality Time: a bout with cancer and about earlier times (1987)

## Sources
- Jacques Baudou et Jean-Jacques Schleret, Le Vrai Visage du Masque, vol. 1, Paris, Futuropolis, 1984, 476 p. (OCLC 311506692), p. 237.